# All Clowns Are Bastards
All Clowns Are Bastards ist eine Horrorkomödie von Erik Weise. Der Trash-Film mit Frédéric Stromenger in der Hauptrolle als Killerclown, der sich in eine vegane Menschenfrau verliebt, feierte im Oktober 2023 beim Fright Nights Horrorfilmfestival seine Premiere und wurde zugleich als bester Trash-Film ausgezeichnet. Der offizielle Online-Start erfolgte Anfang November 2024.

## Handlung
Mitchell ist kein gewöhnlicher Killerclown. Schon als kleines Kind bemerkte er, dass er sich nicht zu den Frauen seiner Art hingezogen fühlt. Aufgrund dieser Tatsache lebt er, von seiner Familie verstoßen, in einer kleinen Gartenlaube. Allein und ohne jemanden an seiner Seite, entführt er hier und da streunende Kleinkriminelle. Nur, um nicht die quälende Ruhe seiner Laube ertragen zu müssen.

## Produktion
Mit nur 7.000 € Gesamtbudget gilt der Film als No-Budget-Produktion, der von FilmingB produziert wurde. Durch eine Crowdfunding-Kampagne auf Startnext gelang es den Filmstudenten, die Kosten der 20 Drehtage stemmen zu können. Um sich das nötige Film-Equipment leisten zu können, verkaufte der Kameramann Tobias Pluskat sein Motorrad. Gedreht wurde der Film vollständig in Berlin.

## Kritik
Steffen Buchmann von Filmdienst schreibt: „Mit minimalem Budget einen maximalen Experimentierritt quer durch die Genres vom Slasher über Western bis zur Seifenoper zu kreieren, unterhaltsame aber auch zeitkritische Töne zu Themen wie Rassismus oder Homosexualität spielerisch anzuschlagen und dabei gemeinsam mit den grandiosen Schauspieler:innen tragische Figuren hinter einer farbenfrohen Maskerade zu erschaffen, die das Publikum emotional berühren wie gleichzeitig das Fürchten lehren: Davon können Multimillionen-Produktionen oft nur träumen. Aber im Trash ist es möglich.“

## Auszeichnungen
Fright Nights Horrorfilmfestival 2023
- Nominierung als Bester Hauptdarsteller (Frédéric Stromenger)
- Auszeichnung für den Besten Trash-Film (Erik Weise)